# All That Jazz (Chicago)
All That Jazz è una canzone del musical del 1975 Chicago. La canzone, con la musica di John Kander e i versi di Fred Ebb, è il primo numero del musical. La canzone dà il titolo al film del 1979 All That Jazz - Lo spettacolo continua con Roy Scheider, che ripercorre la vita e la carriera di Bob Fosse, regista originale della prima produzione di Broadway di Chicago.

## Interpreti
- Chita Rivera, interprete originale a Broadway nel 1975.
- Liza Minnelli ne ha inciso un singolo nel 1975.
- Bebe Neuwirth, interprete nel revival di Broadway del 1996.
- Catherine Zeta-Jones nel film del 2002. La sua versione della canzone è al 98º posto nella lista AFI's 100 Years... 100 Songs.
- I JabbaWockeeZ hanno ballato sulle note di questa canzone nell'edizione del 2008 di America's Best Dance Crew.
- Niki Evans ha cantato la canzone nel corso della quarta edizione inglese di X Factor.
- Shirley Bassey nel suo disco del 1998 “Viva Diva!”.
- Glee; interpretata da Lea Michele e Kate Hudson nei rispettivi ruoli di Rachel e Cassandra nell'episodio 4x09 "Canto del Cigno"
- Samantha Barks